# John Maclay
John Scott Maclay, 1. wicehrabia Muirshiel KT, CMG, CH (ur. 26 października 1905, zm. 17 sierpnia 1992) – brytyjski arystokrata i polityk, członek Narodowej Partii Liberalnej i Partii Konserwatywnej, minister w rządach Winstona Churchilla, Anthony’ego Edena i Harolda Macmillana.

## Życiorys
Był synem Jamesa Maclaya, 1. barona Maclay, i Marthy Strang, córki Williama Stranga. Jego starszym bratem był Joseph Maclay, 2. bron Maclay. John kształcił się w Winchester College oraz w Trinity College na Uniwersytecie Cambridge. Podczas II wojny światowej stał na czele British Merchant Shipping Mission w Waszyngtonie.
W 1940 r. został wybrany do Izby Gmin w wyborach uzupełniających w okręgu Montrose Burghs. Od 1950 r. reprezentował okręg wyborczy West Renfrewshire. W 1945 r. został parlamentarnym prywatnym sekretarzem ministra produkcji. Podczas rządów laburzystów stał na czele Narodowych Liberałów w Izbie Gmin.
Po powrocie konserwatystów do władzy w 1951 r. został ministrem lotnictwa cywilnego i ministrem transportu. W 1952 r. został członkiem Tajnej Rady, utracił jednak stanowiska ministerialne. W 1956 r. został ministrem stanu w ministerstwie ds. kolonii. W latach 1957–1962 był ministrem ds. Szkocji. Stanowisko utracił po „nocy długich noży” w 1962 r.
W 1964 r. otrzymał tytuł 1. wicehrabiego Muirshiel i zasiadł w Izbie Lordów. W 1973 r. otrzymał Order Ostu. Był również kawalerem Orderu św. Michała i św. Jerzego oraz Orderu Towarzyszów Honoru.